# Flower (canción de Sonic Youth)
«Flower» es un sencillo de la banda de rock alternativo Sonic Youth lanzado en 1985, y que contó con diversas versiones.
La versión Flower/Halloween de 12" fue grabada y mezclada en Radio Tokyo, Los Ángeles, California en 1985. La versión posterior Flower/Satan Is Boring (Supermix), en el mismo formato, fue lanzada al año siguiente en 1986. Una versión intermedia llamada Flower (Anti-Fuckword Radio Edit)/Rewolf se grabó en formato de 7".

## Lista de canciones
| Flower/Halloween |             |          |  |
| N.º              | Título      | Duración |  |
| 1.               | «Flower»    |          |  |
| 2.               | «Halloween» |          |  |

## Créditos
- Lee Ranaldo
- Kim Gordon
- Thurston Moore
- Bob Bert - Batería
- Sonic Youth - Productor
- Ethan James - Ingeniero

## Lanzamientos
| Fecha         | Versión                                                  | Lugar          | Sello       | N.º Catálogo |
| ------------- | -------------------------------------------------------- | -------------- | ----------- | ------------ |
| Fines de 1985 | Flower/Halloween 12" (vinilo color naranjo transparente) | Reino Unido    | Blast First | BFFP3        |
| Enero de 1986 | Flower (anti-fuckword)/rewolf 7"                         | Reino Unido    | Blast First | 7BFFP3       |
| Enero de 1986 | Flower/Satan Is Boring 12"                               | Reino Unido    | Blast First | BFFP3        |
| Enero de 1986 | Flower/Halloween 12"                                     | Estados Unidos | Homestead   | HMS047       |

El lanzamiento en CD del álbum Bad Moon Rising bajo el sello Geffen Records contiene las versiones de los sencillos Flower/Halloween y Flower/Satan Is Boring.

## Otras versiones
Flower/Halloween en vinilo
- Grabado Lado 1: "To Cody R and all sonic suns"
- Grabado Lado 2: "I am the boy who can enjoy invisibility - J.J."

Flower/Satan Is Boring
- Grabado Lado 1: "Noise Glorious The Sonic Soul Love Brian"
- Grabado Lado 2: "I am the boy who can enjoy invisibility - J.J."

"Satan Is Boring" son dos versiones en vivo, la primera tomada en Róterdam (Países Bajos) el 2 de abril de 1985, y la segunda en Aylesbury el 26 de abril de 1985.